# Riacho Palmeira
Riacho Palmeira är ett periodiskt vattendrag i Brasilien.   Det ligger i delstaten Piauí, i den östra delen av landet, 1 300 km nordost om huvudstaden Brasília.
Omgivningarna runt Riacho Palmeira är huvudsakligen savann. Runt Riacho Palmeira är det glesbefolkat, med 11 invånare per kvadratkilometer.